# Carex obnupta
Carex obnupta är en halvgräsart som beskrevs av Liberty Hyde Bailey. Carex obnupta ingår i släktet starrar, och familjen halvgräs. Inga underarter finns listade i Catalogue of Life.
Arten förekommer i östra Nordamerika i provinsen British Columbia i Kanada samt i delstaterna Washington, Oregon och Kalifornien i USA. Carex obnupta hittas på fuktiga ängar, bredvid diken och vid insjöarnas kanter.
För beståndet är inga hot kända. Hela populationen anses vara stor. IUCN listar arten som livskraftig (LC).